# Saliotit
Saliotit je redak bezbojni do biserno belog filosilikatni mineral u grupi smektita sa formulom (Li,Na)Al
3(AlSi
3O
10)(OH)
5. To je uređena 1:1 interstratifikacija kukita i paragonita. Ima savršenu kalavost, biserni sjaj i ostavlja belu crtu. Njegova kristalna struktura je monoklinska, i to je meki mineral sa tvrdoćom ocenjenom 2-3 po Mosovoj skali.
Saliotit je prvi put opisan 1994. godine po pojavi u izdancima škriljaca visokog kvaliteta severno od Almerije, Andaluzija, Španija. Ime je dobio po francuskom geologu Pjeru Saliou.

## Spoljašnje veze
- Saliotite on euromin.w3sites.net (French)